# Литтон, Ноэль, 4-й граф Литтон
Подполковник Ноэль Энтони Скауэн Литтон, 4-й граф Литтон (англ. Noel Anthony Scawen Lytton, 4th Earl of Lytton; 7 апреля 1900 — 18 января 1985) — британский пэр, офицер британской армии, любитель арабских лошадей (из арабского конного завода Краббет) и писатель.

## Ранняя жизнь
Родился 7 апреля 1900 года в Челси (Лондон). Единственный сын Невилла Стивена Бульвер-Литтона, 3-го графа Литтона (1879—1951), и его жены Джудит Блант-Литтон, 16-й баронессы Уэнтворт (1873—1957). Он был потомком поэта и авантюриста лорда Байрона (1788—1824) через его дочь Аду Лавлейс (род. 1815), возможно, первого в мире программиста. Её дочь Энн Блант (1837—1917) была бабушкой Ноэля по материнской линии. Он написал мемуары о её муже, своем дедушке, Уилфриде Скауэне Бленте. Он также был правнуком писателя и политика Эдварда Бульвер-Литтона.
В 1925 году Ноэль Литтон и его сестра Энн изменили свою фамилию на Литтон-Милбэнк в результате опроса, в честь наследования матери Ноэля баронства Уэнтворт, которое могло перейти к любому из них. (Они оба позже вернулись к фамилии Литтон, а не в Бульвер-Литтон).
Литтон вырос к востоку от города Кроли в Сассексе, в особняке, построенном его бабушкой и дедушкой по материнской линии на территории их знаменитого конезавода Crabbet Arabian Stud. Он получил образование в школе Даунсайд и Королевском военном колледже в Сандхерсте и был зачислен в стрелковую бригаду. Позже он преподавал там экономику в 1930-х годах.

## Карьера
В период между мировыми войнами он служил «администратором и хранителем мира в районе озера Рудольф в Кении».
Когда британцы вступили во Вторую мировую войну, военные отправили его в Северную Африку и Италию, но из-за автомобильной аварии он был вынужден работать за столом, что его сын описывает как крайне неприятное для человека, привыкшего быть спортивным и активным. Он занимал пост администратора округа Патры с 1944 по 1945 год. За свою службу в 1945 году он был назначен кавалером Ордена Британской империи.
В рамках правительственной администрации Литтон в конце концов отправился в Югославию, чтобы работать с партизанами Иосипа Броз Тито.

## Дальнейшая жизнь
Он занимался сельским хозяйством и писал книги, в том числе биографию своего деда по материнской линии и военную автобиографию «Пустыня и зелень» . Из-за постоянного интереса его семьи к арабской породе лошадей, он внес свой вклад из своей частной коллекции в Библиотеку арабских лошадей WK Kellogg в Калифорнийском политехническом университете в Помоне.

## Брак и дети
Находясь в Югославии, Литтон встретил Клариссу Мэри Палмер (ок. 1916 — 24 сентября 2006), дочь бригадного генерала Сирила Юстаса Палмера . Литтон и Кларисса поженились 30 ноября 1946 года, у них было пятеро детей:
- Леди Кэролайн Мэри Ноэль Литтон (29 декабря 1947 — 22 августа 2017), серебряный мастер[7].
- Джон Питер Майкл Скауэн Литтон, 5-й граф Литтон (род. 7 июня 1950), женился на Урсуле Комоли, дочери Антона Комолоя из Вены, в 1985 году. У них трое детей[7].
- Достопочтенный Томас Роланд Сирил Лоуренс Литтон (род. 10 августа 1954)[7]
- Леди Люси Мэри Фрэнсис Литтон (род. 29 января 1957)
- Леди Сара Тереза Мэри Литтон (род. 15 октября 1959), вышла замуж за П. Дэвида Нэша Солли в 1984 году. У них двое детей.

Ноэль Литтон сменил своего отца на посту 4-го графа Литтона в 1951 году и своей матери на посту 17-го барона Уэнтворт в 1957 году. Оба титула перешли к его старшему сыну после его смерти в 1985 году.